# کارلوس پائس رودریگس
کارلوس پائس رودریگس (اسپانیایی: Carlos Páez Rodríguez‎؛ زادهٔ ۳۱ اکتبر ۱۹۵۳) نویسنده، سخنران انگیزشی، سرمایه‌گذار و بازیکن سابق راگبی ۱۵ نفره اهل اروگوئه و یکی از بازماندگان سانحۀ پرواز شماره ۵۷۱ نیروی هوایی اروگوئه در کوه‌های آند است. کتاب او «پس از روز دهم» پرفروش‌ترین کتاب سال شد و ۱۴ بار تجدید چاپ گردید.
از فیلم‌ها یا برنامه‌های تلویزیونی که وی در آن نقش داشته است، می‌توان به انجمن برف اشاره کرد.